# القصور والحصون والقلاع وأسوار المدن في الجزيرة العربية
توجد في الجزيرة العربية العديد من القصور والقلاع والحصون وأسوار المدن التي تم بناءها في أزمنة مختلفة.

## قبل الإسلام
- قلعة تبوك الأثرية التي يرجع تاريخها إلى حوالي 3500 سنة قبل الميلاد.
- حصون خيبر.
- قلعة مارد في دومة الجندل.
- قلعة اعيرف في مدينة حائل.
- قلعة تاروت بجزيرة تاروت.
- قلعة زعبل بالجوف.
- قلعة القطيف بمدينة القطيف.

## فجر الإسلام
- حصون بنو قريظة
- حصون خيبر منقسمة إلى شطرين
  - شطر فيها خمسة حصون: 
    - حصون (النطاة) 
      - حصن ناعم.
      - حصن الصَّعْب بن معاذ.
      - حصن قلعة الزبير.

    - حصون (الشَّقِّ) .
      - حصن أبي.
      - حصن النِّزَار.

  - الشطر الثاني، ويعرف بالكتيبة ففيه ثلاثة حصون فقط: 
    - حصن القَمُوص.
    - حصن الوَطِيح.
    - حصن السُّلالم.

  - وفي خيبر حصون وقلاع غير هذه الثمانية، إلا أنها كانت صغيرة
- حصون بنو قينقاع
- قصور وادي العقيق
  - قصر سعد بن أبي وقاص
  - قصر عروة
  - قصر سكينة بنت الحسين وغيرها كثير

## العصر الحديث
- قلعة المرقب (سعودية) شيدها مؤسس بلد المجمعة عبد الله بن سيف الويباري الشمري سنة 830 هجري/ على جبل مُنِيْخ في إقليم سدير
- مرقب العولة
- قصر المصمك
- حصون منطقة الإحساء
- قصر برزان
- قلعة شنقل
- برج الشنانة
- قصر صاهود
- برج الشنانة
- قلعة ضبا
- مكة المكرمة
  - قلعة أجياد
  - قلعة هندي
  - قلعة لعلع
- قصر غياض بحائل
- محافظة القريات
  - قلعة جبل الصعيدي وتقع إلى الشمال الغربي من قصر تاريخي بني عام 1338هـ من قبل الشيخ نواف الشعلان
  - قصر المذهن
  - قصر أم قصير
  - قصر الرسلانية
  - قصر الوسيعة
  - قصر كاف ويقع في قرية كاف بجوار جبل الصعيدي
  - قصر ابن سمحان بالعين البيضا
  - قصر فندي
- قلعة ابن رشيد - قلعة برزان في مدينة حائل
- سور مدينة الدرعية وبها
  - قصر سلوى
  - قصر البجيري وبه مسجد الإمام محمد بن عبد الوهاب – – ومدرسته وبيته
  - نخيل السلماني وقصره
  - سور الطريف وأبراج المراقبة
  - قصر الفصاصمه
- قصور تيماء مثل 
  - قصر الابلق
  - قصر الحمراء
  - قصر الرضم
  - قصر المذرعية
- منطقة نجران
  - قصر الإمارة التاريخي بمنطقة نجران
  - حصن نجران
  - قلعة بدر الجنوب

### الأتراك العثمانيين
- قصر صاهود بالأحساء شرق السعودية بني ما بين 1790 ـ 1800م.
- قلعة مدائن صالح
- قلعة وادرين في تبوك
- منطقة جازان
  - قلعة أبو عريش
  - قلعة الدوسرية كانت مقر للحاكم التركي في جازان
  - القلعة العثمانية بجزيرة فرسان
  - قلعة لقمان أو جبل لقمان كما يسميها أهالي فرسان
- قلعة القشلة في مدينة حائل أصل الكلمة قشلاق بالتركية يعني المعسكر
- قلعة القشلة في مدينة القوز
- قلعة المعظم قرب تبوك
- قلعة الوجه وقلعة الزريب في محافظة الوجه